# 아일렌긴가락박쥐
아일렌긴가락박쥐(Miniopterus aelleni)는 긴가락박쥐과에 속하는 박쥐의 일종이다. 마다가스카르섬 북부와 서부 지역 그리고 코모로 제도 앙주앙섬의 토착종이다.

## 특징
작은 박쥐로 전체 몸길이는 88~95mm이고, 전완장은 35~41mm, 꼬리 길이는 4~45mm이다. 발 길이는 5~7mm, 귀 길이는 10~12mm이다. 몸무게는 최대 6.6g이다.